# Ново-Отрадное
 Ново-Отрадное  — деревня в Максатихинском районе Тверской области. Входит в состав Рыбинского сельского поселения.

## География
Находится в северо-восточной части Тверской области на расстоянии приблизительно 4 км по прямой на северо-запад от районного центра поселка Максатиха.

## История
Деревня была отмечена еще на дореволюционной карте. В 1940 году здесь учтено 30 дворов. До 2014 года входила в Ручковское сельское поселение.

## Население
Численность населения не была учтена как в 2002 году, так и в 2010.